# Glyphodes heliconialis
Glyphodes heliconialis is een vlinder uit de familie van de grasmotten (Crambidae), uit de onderfamilie van de Spilomelinae. De wetenschappelijke naam van deze soort is voor het eerst voorgesteld als Hyalitis heliconialis door Achille Guenée in een publicatie uit 1854.